# Taiwanische Badmintonmeisterschaft 1987
Die Taiwanische Badmintonmeisterschaft der Saison 1986/1987 war die 32. Auflage der nationalen Titelkämpfe von Taiwan im Badminton. Die Meisterschaft fand bereits 1986 statt.

## Titelträger
| Disziplin    | Sieger                               |
| ------------ | ------------------------------------ |
| Herreneinzel | Chang Wen-sung                       |
| Dameneinzel  | Feng Mei-ying                        |
| Herrendoppel | 林佳葳 (Lin Chia-wei) Wang Hsui-lung |
| Damendoppel  | Lee Chien-mei Feng Mei-ying          |
| Mixed        | Chen Huo-chuan Huang Shui-chi        |